# 日本医师会
日本医师会（日语：／ Nihon Ishikai），简称日医、JMA，是日本最大的非官方医学协会，会员大约有16.7万人。

## 历史
1916年北里柴三郎创建大日本医学会，即学会前身。1923年创立总会，北里柴三郎担任初代会长。1951年加入世界医学协会，总部位于日本東京都文京区本駒込2丁目28番16号，管理全国47个都道府县医师会以及大约920个郡市区医师会。
- 医学博士山中伸弥，诺贝尔生理学或医学奖
- 武见太郎雕塑，位于观音寺 (京都市东山区)武见太郎雕塑，位于观音寺 (京都市东山区)

## 延伸阅读
- Steslicke, William E. . Praeger Publishers. 1973. ISBN 0275286908.